# Stanislav Južnič
Stanislav Južnič [stánislav- júžnič], slovensko-ameriški fizik in zgodovinar, * 11. december 1955, San Francisco, ZDA.
Južnič se ukvarja predvsem z zgodovino znanosti, konkretneje fizike, astronomije in drugih naravoslovnih znanosti, pa tudi z rodoslovjem in lokalno zgodovino. Po doktoratu iz zgodovine je odšel v ZDA, kjer deluje kot raziskovalec na Univerzi Oklahome. Ima slovensko in ameriško državljanstvo.
Širše pozornosti medijev je bil deležen leta 2006, ko je v ljubljanski Narodni in univerzitetni knjižnici odkril dragocen izvod knjige De Revolutionibus poljskega astronoma Nikolaja Kopernika iz leta 1566, ki je bil zaradi napake pri katalogizaciji založen.